# Parallellaxiomet
Parallellaxiomet är det femte axiomet i euklidisk geometri (uppkallad efter den grekiske matematikern Euklides). Axiomet är mer kontroversiellt än övriga axiom eftersom det inte är lika enkelt att formulera och innebörden anses inte av alla vara så självklar som man ofta vill att ett axiom skall vara. Euklides försökte själv förgäves att bevisa parallellaxiomet med de övriga fyra som grund. 
Om parallellaxiomet förkastas och axiomet ersätts med ett annat, fås icke-euklidiska geometrier. Dessa nya geometrier är skilda teorier och en viss sats kan vara sann i en teori och falsk i en annan.
Det finns olika formuleringar av parallellaxiomet, men denna (Playfairs axiom) är nog den vanligaste:
Givet en rät linje och en punkt som ligger utanför linjen, kan man dra en och endast en rät linje som går genom punkten och är parallell med den givna linjen
Parallellaxiomet är ekvivalent med påståendet att vinkelsumman i en plan triangel är 180 grader.